# Kolonie (Olszownica)
Kolonie – część wsi Olszownica w Polsce, położona w województwie świętokrzyskim, w powiecie opatowskim, w  gminie Baćkowice.
W latach 1975–1998 Kolonie administracyjnie należały do województwa tarnobrzeskiego.